# Rhododendron leiboense
Rhododendron leiboense är en ljungväxtart som beskrevs av Z.J. Zhao. Rhododendron leiboense ingår i släktet rododendron, och familjen ljungväxter. Inga underarter finns listade i Catalogue of Life.